# 11911 Angel
11911 Angel este un asteroid din centura principală de asteroizi.

## Descriere
11911 Angel este un asteroid din centura principală de asteroizi. A fost descoperit pe 4 iunie 1992 la Observatorul Palomar de Carolyn S. Shoemaker și David H. Levy. Asteroidul prezintă o orbită caracterizată de o semiaxă mare de 3,20 ua, o excentricitate de 0,16 și o înclinație de 20,2° în raport cu ecliptica.